# Douce et Criquet s'aimaient d'amour tendre
Pour plus de détails, voir Fiche technique et Distribution.
Douce et Criquet s'aimaient d'amour tendre (Mister Bug Goes to Town) est un film d'animation américain de Dave Fleischer sorti en 1941. Il s'agit du premier long métrage d'animation musical des studios. À la suite de l'échec commercial du film, la Paramount Pictures licencia les frères Fleischer et leurs studios furent rebaptisés Famous Studios.

## Synopsis
Les amours de Hoppity le criquet et Douce, la fille d'un bourdon, sont troublées par la négligence des humains et le projet de construction d'un gratte-ciel sur leur territoire. L'héroïne est aussi menacée d'un mariage forcé avec Monsieur Scarabée.

## Fiche technique
- Titre : Douce et Criquet s'aimaient d'amour tendre
- Titre original : Mister Bug Goes to Town
- Titre alternatif : Hoppity Goes to Town et Bugville
- Réalisation : Dave Fleischer
- Scénario : Dave Fleischer et Dan Gordon
- Musique : Hoagy Carmichael, Leigh Harline et Frank Loesser
- Production : Dave Fleischer et Max Fleischer
- Pays d'origine :  États-Unis
- Format : Couleur
- Genre : animation, comédie, fantastique et film musical
- Durée : 77 minutes
- Dates de sortie :
  - États-Unis : 5 décembre 1941 (première), 20 février 1942 (New York)
  - France : 27 décembre 1946